# Gyrus temporal moyen
Le gyrus temporal moyen T2 est un gyrus du lobe temporal du cortex cérébral. Ce gyrus s'étale suivant une bande parallèle au gyrus temporal supérieur, limité en haut par le sillon temporal supérieur et en bas par le sillon temporal inférieur. Il part du pôle temporal, en avant, et va jusqu'à la partie inférieure du gyrus angulaire, duquel il n'est séparé par aucune limite anatomique. Une limite conventionnelle avec le lobe pariétal, utilisée en imagerie médicale, est de considérer la droite horizontale parallèle à CA-CP qui part du point où nait le rameau ascendant de Sylvius et va vers l'arrière. La limite postérieure de ce gyrus, avec le lobe occipital, correspond à la ligne discontinue qui part de l'incisure préoccipitale de Meynert et remonte par le sillon occipital antérieur jusqu'à la projection sur la face externe de la partie la plus haute du sillon pariéto-occipital (se trouvant à la face interne de l'hémisphère).
|                          |                            |
| Gyrus de la face externe | Sillons de la face externe |